# Тибу (Колумбия)
Тибу (исп. Tibú) — город и муниципалитет в северо-восточной части Колумбии, на территории департамента Северный Сантандер. Входит в состав Северного субрегиона.

## История
Поселение, из которого позднее вырос город, было основано 8 марта 1945 года. Муниципалитет Тибу был выделен в отдельную административную единицу в 1977 году.

## Географическое положение

Муниципалитет Тибу

Город расположен в северо-восточной части департамента, на левом берегу реки Тибу (бассейн реки Кататумбо), на расстоянии приблизительно 80 километров к северо-западу от города Кукута, административного центра департамента. Абсолютная высота — 68 метров над уровнем моря.
Муниципалитет Тибу граничит на северо-западе с территорией муниципалитета Теорама, на западе — с муниципалитетом Эль-Тарра, на юго-западе — с муниципалитетом Сан-Каликсто, на юге — с муниципалитетом Сардината, на юго-востоке — с муниципалитетом Кукута, на севере и востоке — с территорией Венесуэлы. Площадь муниципалитета составляет 2737 км².

## Население
По данным Национального административного департамента статистики Колумбии, совокупная численность населения города и муниципалитета в 2015 году составляла 36 502 человека.
Динамика численности населения муниципалитета по годам:
| 2005   | 2006   | 2007   | 2008   | 2009   | 2010   | 2011   | 2012   | 2013   | 2014   | 2015   |
| ------ | ------ | ------ | ------ | ------ | ------ | ------ | ------ | ------ | ------ | ------ |
| 34 773 | 34 889 | 35 042 | 35 211 | 35 374 | 35 545 | 35 723 | 35 909 | 36 105 | 36 304 | 36 502 |

Согласно данным переписи 2005 года мужчины составляли 52,5 % от населения Тибу, женщины — соответственно 47,5 %. В расовом отношении белые и метисы составляли 96,8 % от населения города; негры, мулаты и райсальцы — 1,6 %; индейцы — 1,6 %.
Уровень грамотности среди всего населения составлял 74,2 %.

## Экономика
Основу экономики Тибу составляют сельское хозяйство и нефтедобыча.
65,7 % от общего числа городских и муниципальных предприятий составляют предприятия торговой сферы, 27,7 % — предприятия сферы обслуживания, 5,8 % — промышленные предприятия, 0,8 % — предприятия иных отраслей экономики.